# Список мохоподібних Естонії
Список мохоподібних Естонії — це анотований систематичний перелік видів мохів, що трапляються на території Естонії.
У списку 580 видів мохів з 205 родів 78 родин 27 порядків трьох відділів: антоцеротовидні, печіночники та мохи.

## ВідділАнтоцеротовидні(Anthocerotophyta)

### КласАнтоцеротопсиди(Anthocerotopsida)

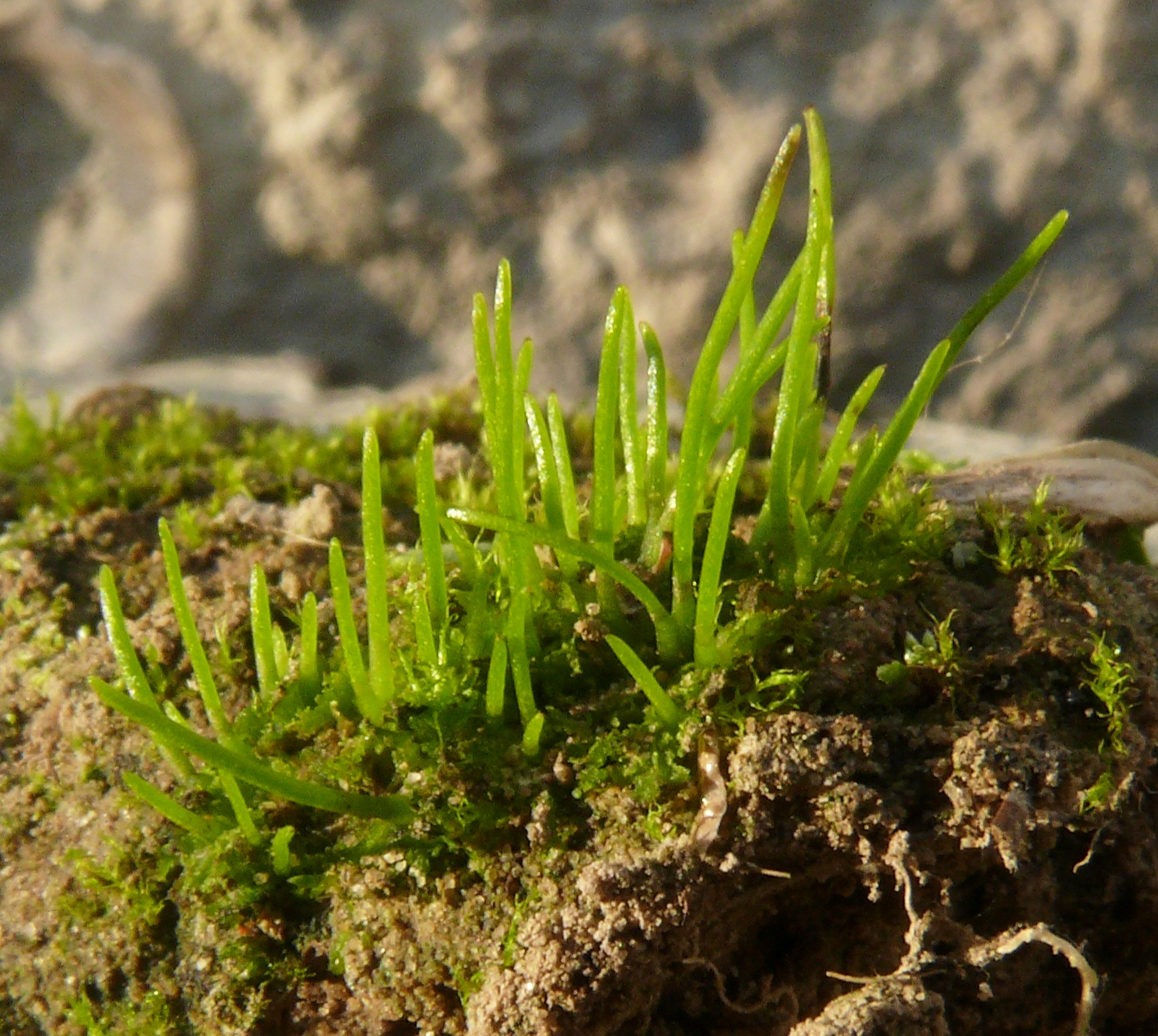
Квіткоріг польовий (Anthoceros agrestis)

Порядок Квіткорогальні (Anthocerotales)
- Родина Квіткорогові (Anthocerotaceae)
  - Рід Квіткоріг (Anthoceros)
    - Квіткоріг польовий (Anthoceros agrestis)

Порядок Notothyladales
- Родина Notothyladaceae
  - Рід Темноріг (Phaeoceros)
    - Темноріг каролінський (Phaeoceros carolinianus)

## ВідділПечіночники(Marchantiophyta)

### КласМаршанціопсиди(Marchantiopsida)

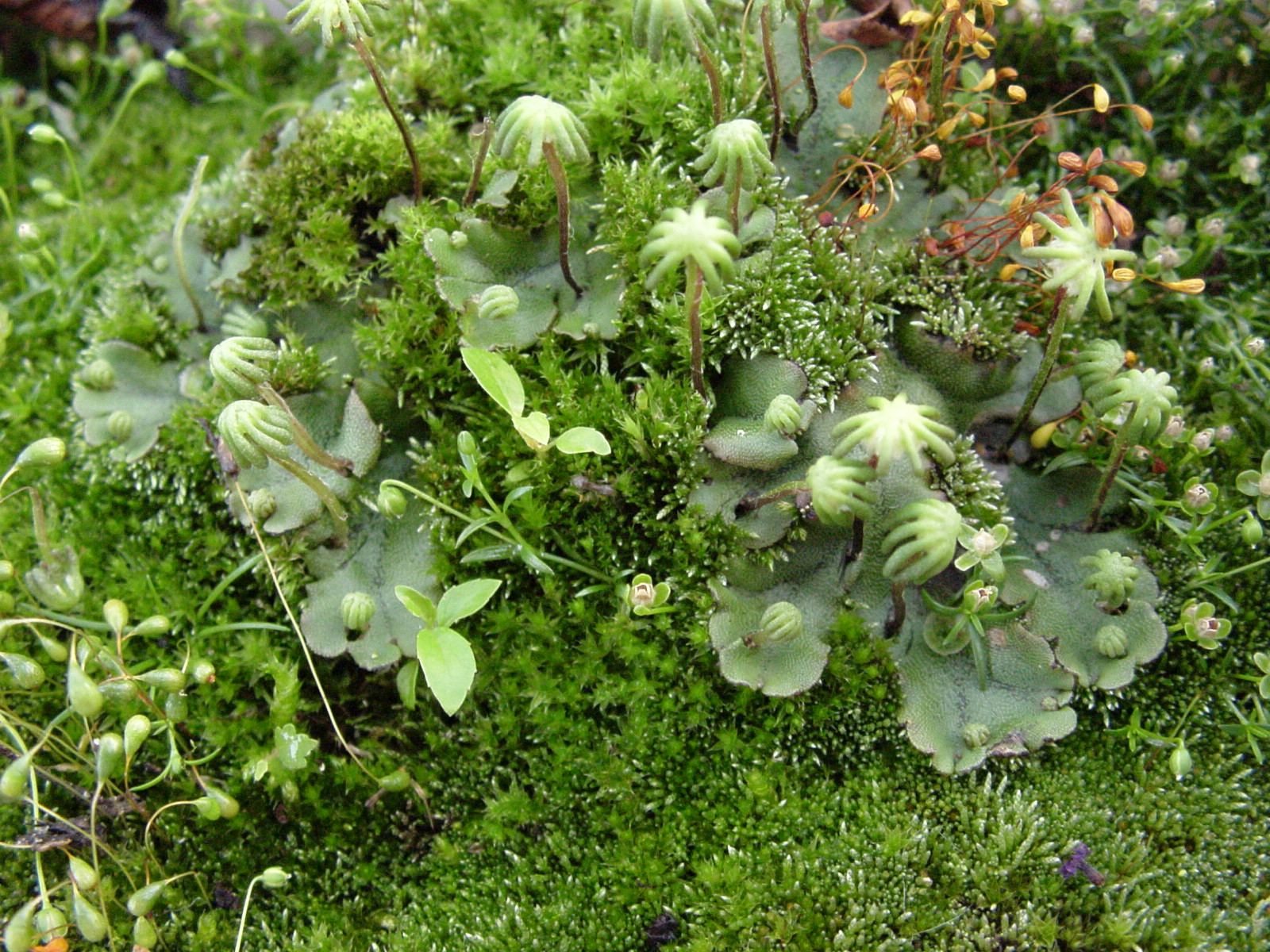
Маршанція мінлива (Marchantia polymorpha)

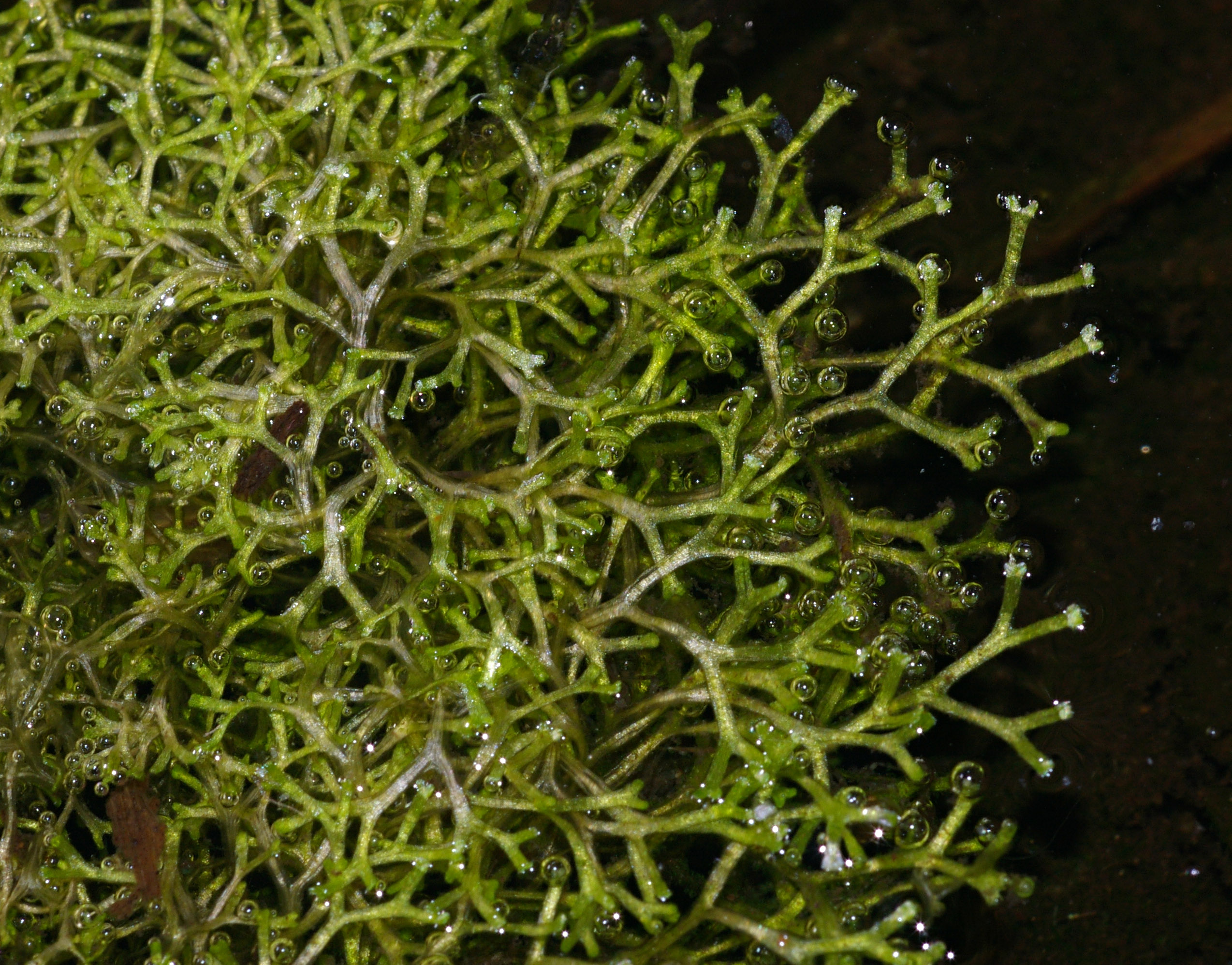
Річія плавуча (Riccia fluitans)

Порядок Маршанціальні (Marchantiales)
- Родина Клевеєві (Cleveaceae)
  - Рід Аталамія (Athalamia)
    - Аталамія прозора (Athalamia hyalina)
- Родина Конусоголові (Conocephalaceae)
  - Рід Конусоголов (Conocephalum)
    - Конусоголов конічний (Conocephalum conicum)
    - Конусоголов шорсткий (Conocephalum salebrosum)
- Родина Айтонієві (Aytoniaceae)
  - Рід Запашниця (Mannia)
    - Запашниця волосиста (Mannia pilosa)
    - Mannia sibirica

  - Рід Ребулія (Reboulia)
    - Ребулія напівкуляста (Reboulia hemisphaerica)
- Родина Маршанцієві (Marchantiaceae)
  - Рід Маршанція (Marchantia)
    - Маршанція мінлива (Marchantia polymorpha)

  - Рід Прейсія (Preissia)
    - Прейсія квадратна (Preissia quadrata)
- Родина Річієві (Ricciaceae)
  - Рід Річія (Riccia)Плавунчик плаваючий (Ricciocarpos natans)

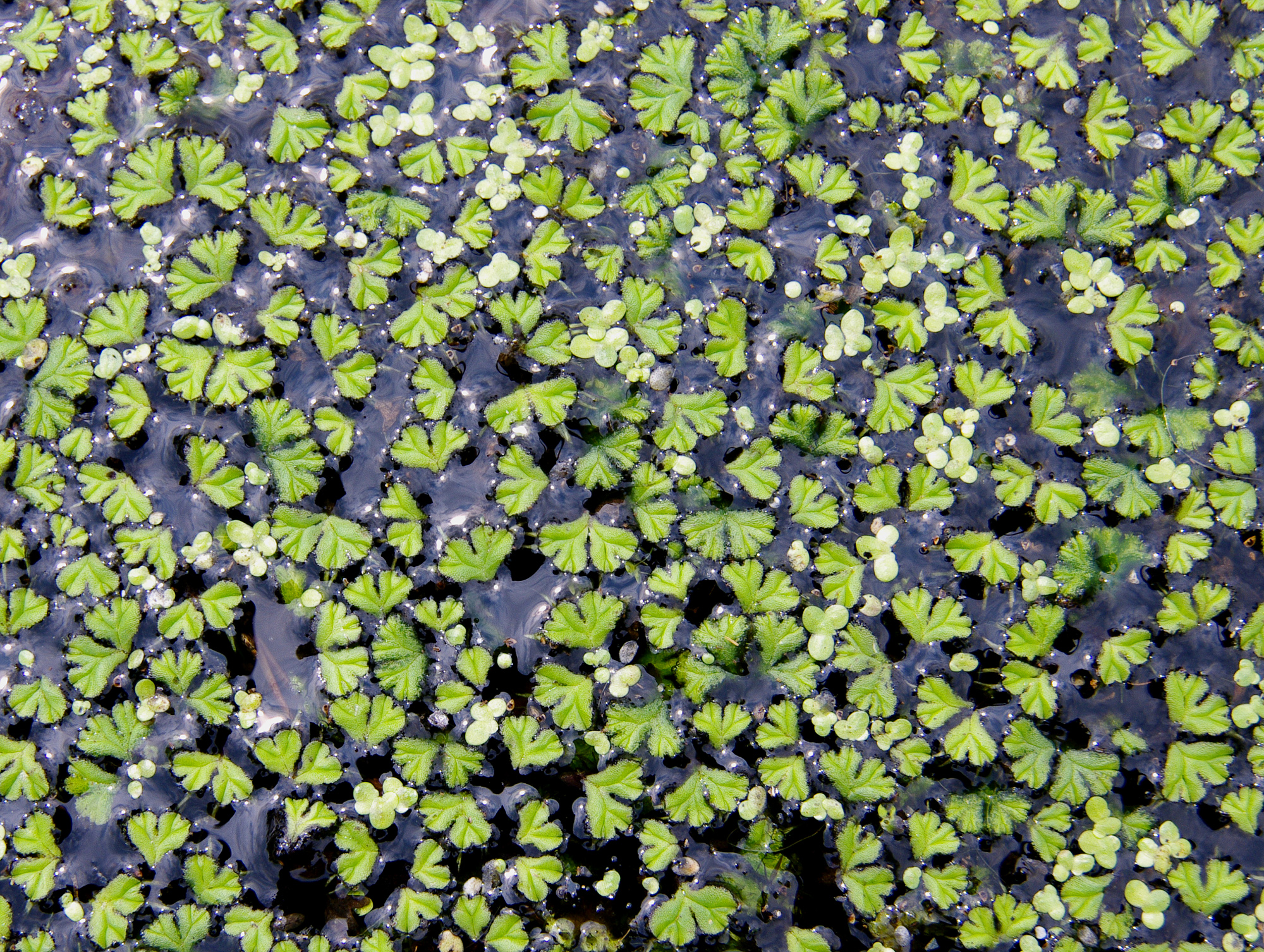
Плавунчик плаваючий (Ricciocarpos natans)

    - Річія Бейріха (Riccia beyrichiana)
    - Річія двоборозенчаста (Riccia bifurca)
    - Річія печериста (Riccia cavernosa)
    - Річія війчаста (Riccia ciliata)
    - Річія плавуча (Riccia fluitans)
    - Річія сиза (Riccia glauca)
    - Річія кучкоплода (Riccia sorocarpa)
    - Riccia warnstorfii

  - Рід Плавунчик (Ricciocarpos)
    - Плавунчик плаваючий (Ricciocarpos natans)

### КласЮргерманіопсиди(Jungermanniopsida)
Порядок Блазіальні (Blasiales)
- Родина Блазієві (Blasiaceae)
  - Рід Блазія (Blasia)

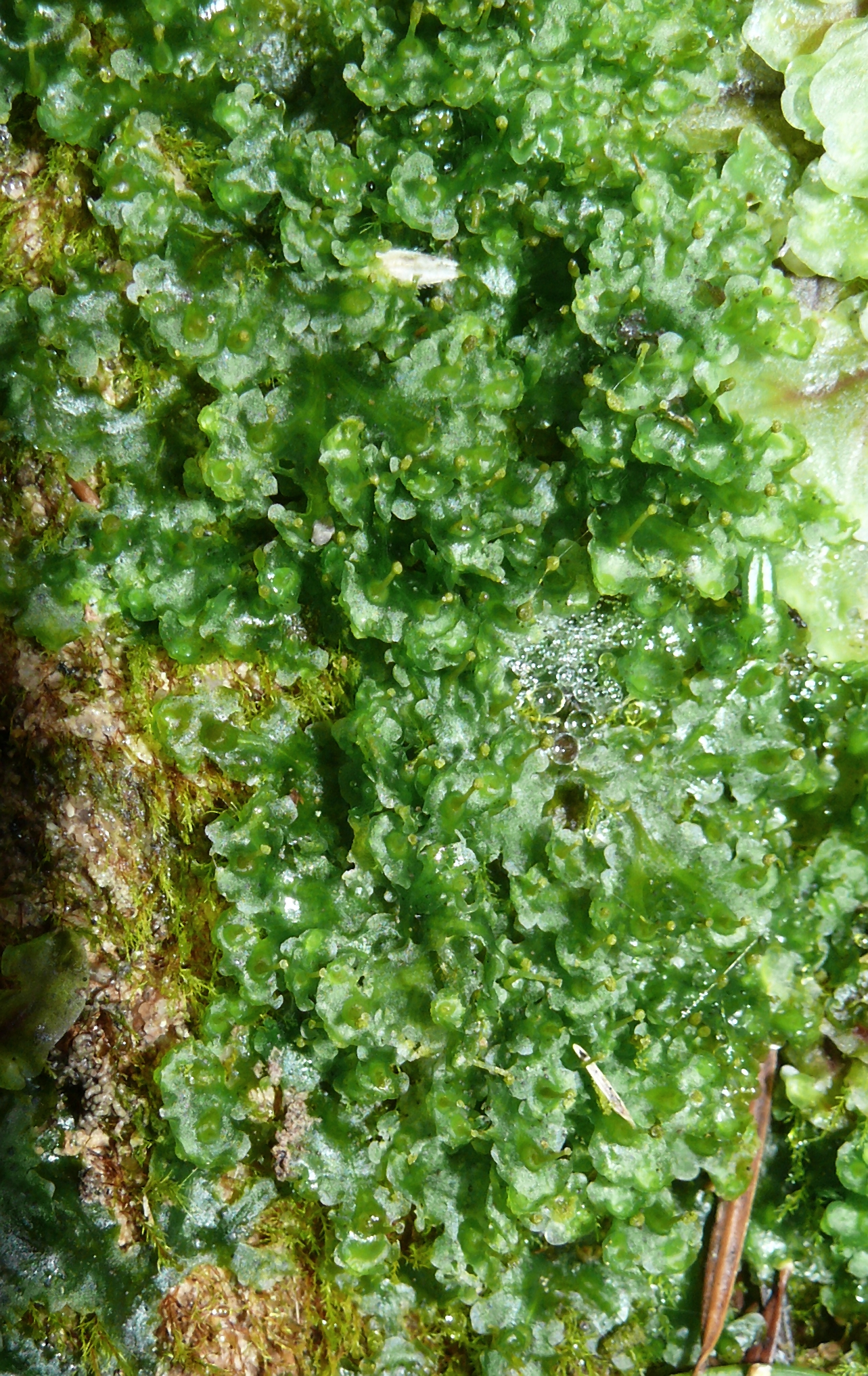
Блазія крихітна (Blasia pusilla)

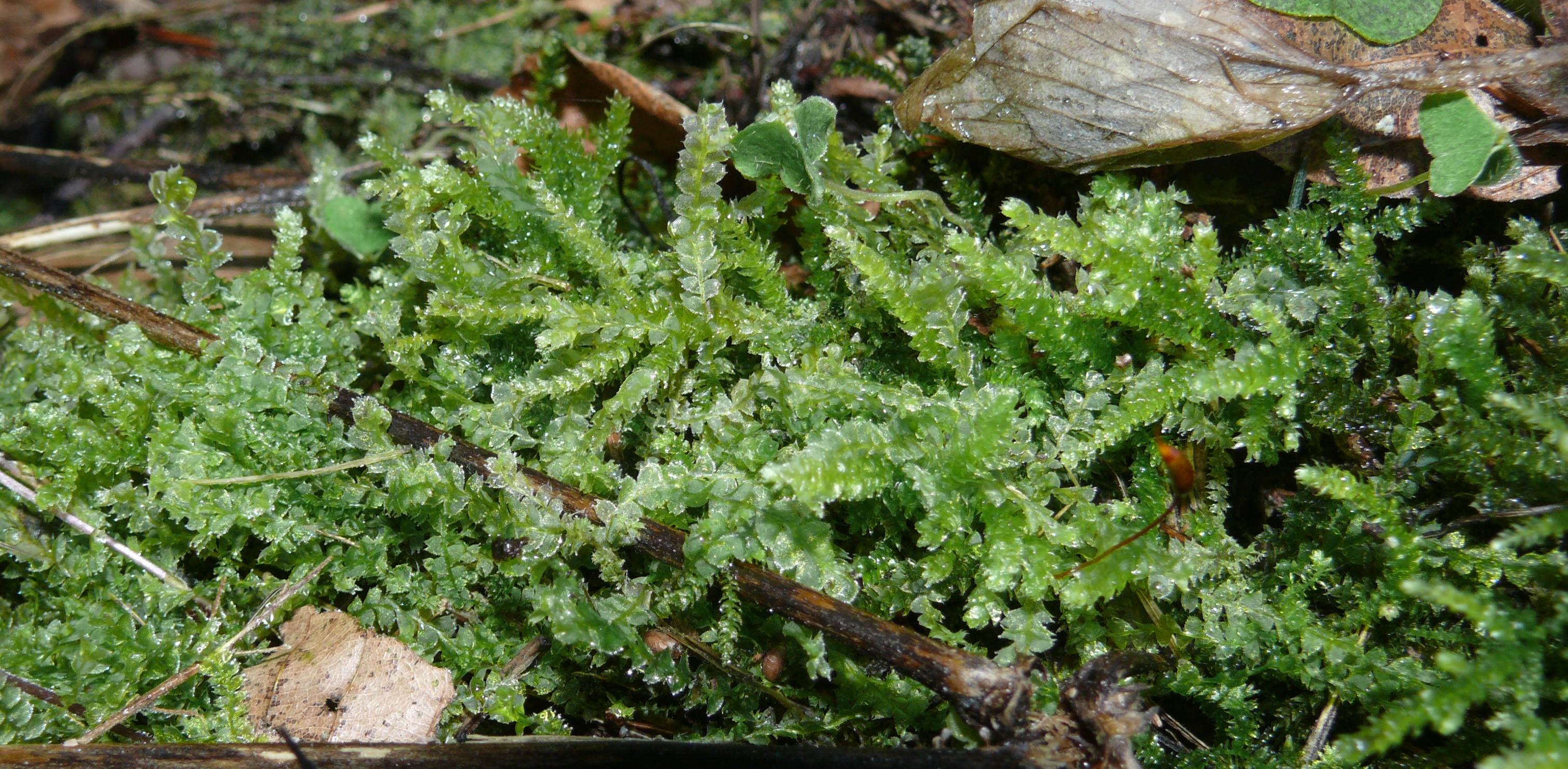
Гребінниця двозуба (Lophocolea bidentata)

    - Блазія крихітна (Blasia pusilla)

Порядок Метцгеріальні (Metzgeriales)
- Родина Безжилкові (Aneuraceae)
  - Рід Безжилка (Aneura)
    - Безжилка жирна (Aneura pinguis)

  - Рід Рікардія (Riccardia)
    - Рікардія низькогранелиста (Riccardia chamaedryfolia)
    - Рікардія зігнута (Riccardia incurvata)
    - Рікардія широколистувата (Riccardia latifrons)

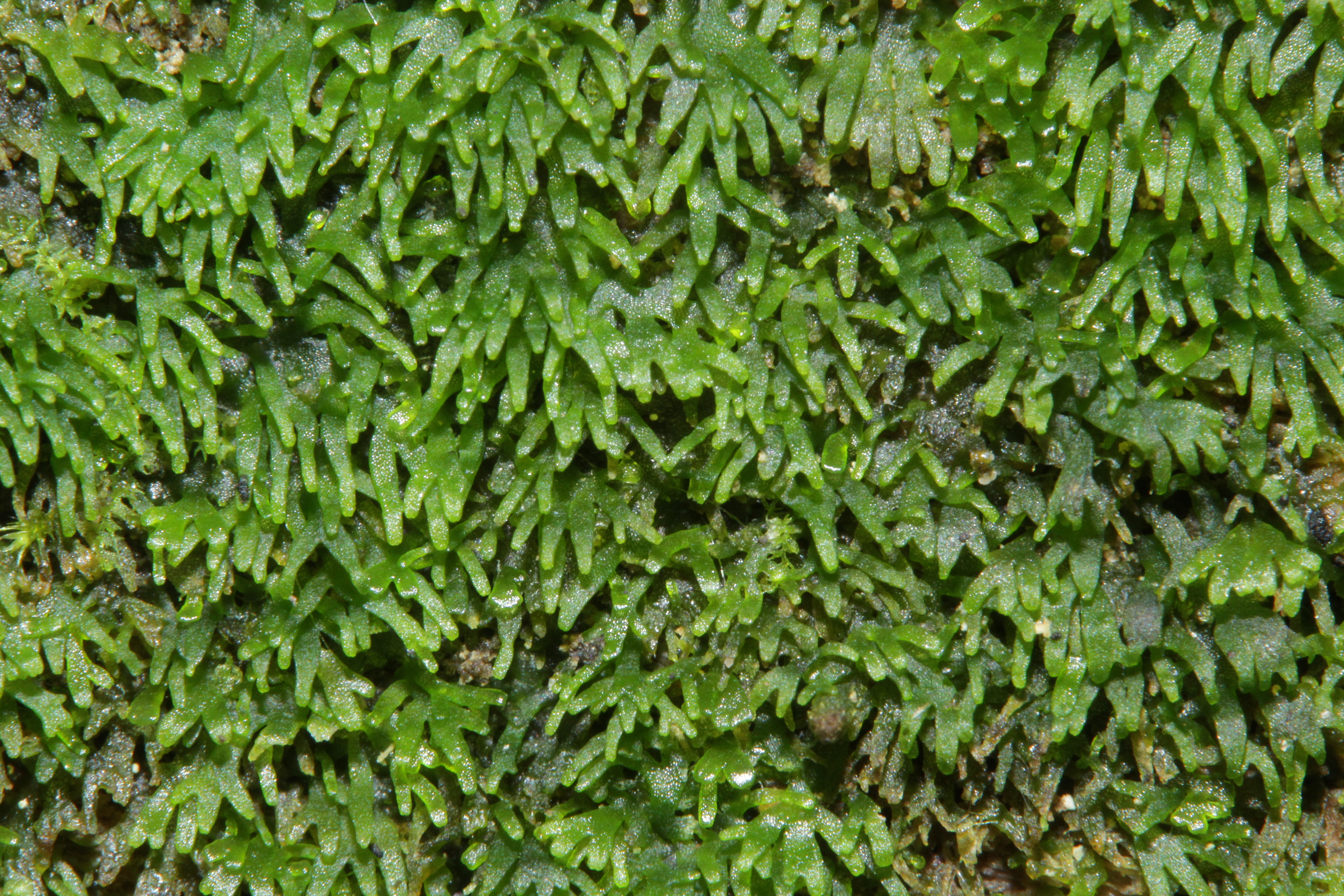
Рікардія долонеподібна (Riccardia palmata)

    - Рікардія багатороздільна (Riccardia multifida)Рікардія долонеподібна (Riccardia palmata)
    - Рікардія долонеподібна (Riccardia palmata)
- Родина Фосомбронієві (Fossombroniaceae)
  - Рід Фосомбронія (Fossombronia)
    - Фосомбронія ямчаста (Fossombronia foveolata)
    - Фосомбронія Вондрачека (Fossombronia wondraczekii)
- Родина Метцгерієві (Metzgeriaceae)
  - Рід Метцгерія (Metzgeria)
    - Метцгерія зчіплена (Metzgeria conjugata)
    - Метцгерія вильчаста (Metzgeria furcata)
- Родина Меркієві (Moerckiaceae)
  - Рід Меркія (Moerckia)
    - Moerckia hibernica
- Родина Пелієві (Pelliaceae)
  - Рід Пелія (Pellia)
    - Пелія розсіченолиста (Pellia endiviifolia)
    - Пелія налисткова (Pellia epiphylla)
    - Пелія Нееса (Pellia neesiana)

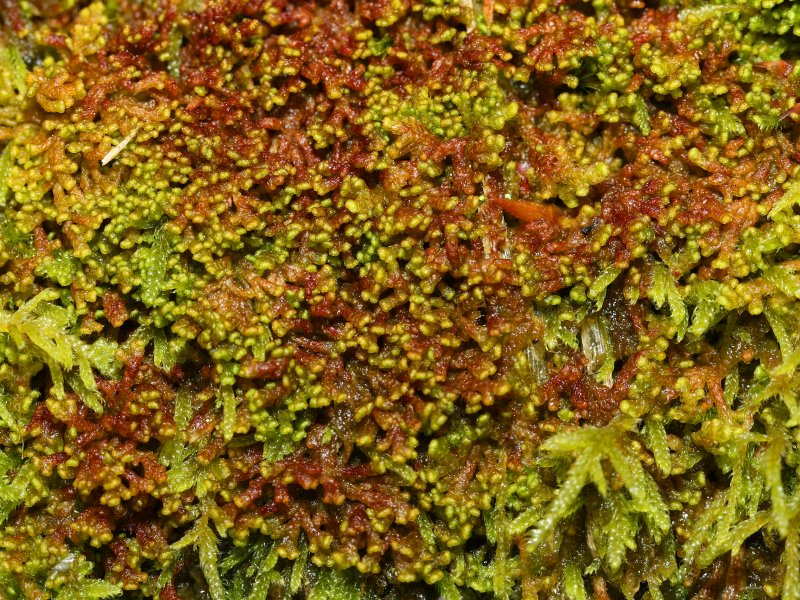
Красунчик найпрекрасніший (Ptilidium pulcherrimum)

Порядок Красунчикальні (Ptilidiales)
- Родина Красунчикові (Ptilidiaceae)
  - Рід Красунчик (Ptilidium)
    - Красунчик війчастий (Ptilidium ciliare)
    - Красунчик найпрекрасніший (Ptilidium pulcherrimum)

Порядок Бококолосальні (Porellales)
- Родина Фруланієві (Frullaniaceae)
  - Рід Фруланія (Frullania)

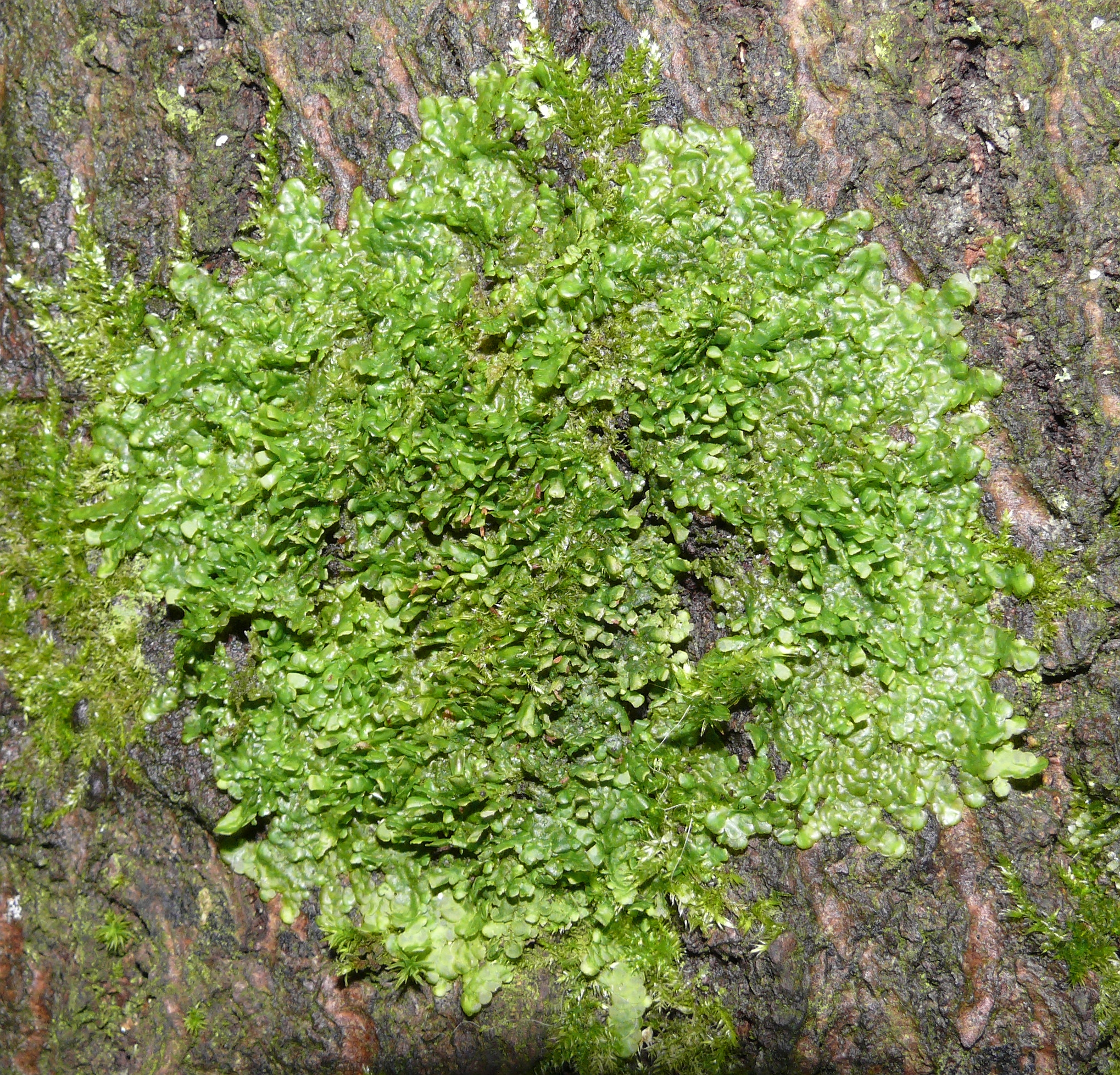
Радула сплющена (Radula complanata)

    - Фруланія розширена (Frullania dilatata)
    - Фруланія тамарискова (Frullania tamarisci)
- Родина Леженеєві (Lejeuneaceae)
  - Рід Леженея (Lejeunea)
    - Леженея порожнинолиста (Lejeunea cavifolia)
- Родина Бококолосові (Porellaceae)
  - Рід Бококолос (Porella)
    - Бококолос Корда (Porella cordaeana)
    - Бококолос плосколистий (Porella platyphylla)
- Родина Радулові (Radulaceae)
  - Рід Радула (Radula)
    - Радула сплющена (Radula complanata)

Порядок Юнгерманіальні (Jungermanniales)
- Родина Незірколистові (Anastrophyllaceae)
  - Рід Незірколист (Anastrophyllum)
    - Незірколист Гелера (Anastrophyllum hellerianum)
    - Незірколист маленький (Anastrophyllum minutum)

  - Рід Бородниця (Barbilophozia)
    - Бородниця бородата (Barbilophozia barbata)
    - Бородниця Флерка (Barbilophozia floerkei)
    - Бородниця Гатчера (Barbilophozia hatcheri)
    - Barbilophozia kunzeana
    - Бородниця плауноподібна (Barbilophozia lycopodioides)

  - Рід Рідколист (Gymnocolea)
    - Рідколист здутий (Gymnocolea inflata)
- Родина Лусківкові (Lepidoziaceae)
  - Рід Бацанія (Bazzania)
    - Бацанія трилопастна (Bazzania trilobata)

  - Рід Павутинниця (Kurzia)
    - Павутинниця малоквіткова (Kurzia pauciflora)

  - Рід Лусківка (Lepidozia)
    - Лусківка повзуча (Lepidozia reptans)
- Родина Blepharostomataceae
  - Рід Ротовійка (Blepharostoma)
    - Ротовійка волосолиста (Blepharostoma trichophyllum)
- Родина Келишкові (Calypogeiaceae)
  - Рід Келишка (Calypogeia)
    - Келишка лазурова (Calypogeia azurea)
    - Келишка цілісноприлистикова (Calypogeia integristipula)
    - Келишка Мюлера (Calypogeia muelleriana)
    - Келишка Нееса (Calypogeia neesiana)
    - Келишка торфовикова (Calypogeia sphagnicola)
    - Келишка шведська (Calypogeia suecica)
- Родина Голівочкові (Cephaloziaceae)
  - Рід Голівочка (Cephalozia)
    - Голівочка двозагострена (Cephalozia bicuspidata)
    - Голівочка дрібноланцюжкова (Cephalozia catenulata)
    - Голівочка зближена (Cephalozia connivens)

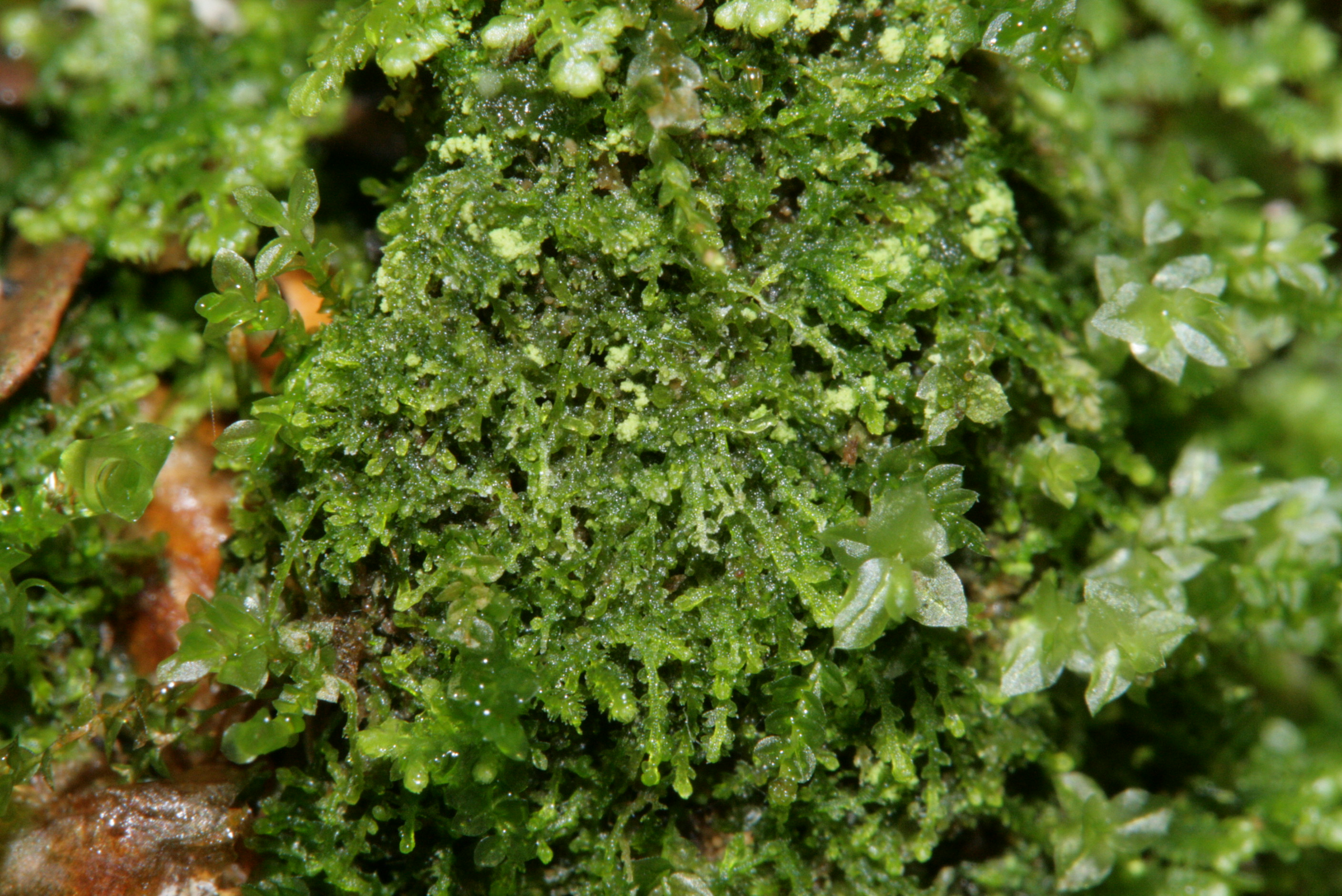
Голівочка півмісяцелиста (Cephalozia lunulifolia)

    - Голівочка Лойтлесбергера (Cephalozia loitlesbergeri)Голівочка півмісяцелиста (Cephalozia lunulifolia)
    - Голівочка півмісяцелиста (Cephalozia lunulifolia)
    - Голівочка повна (Cephalozia pleniceps)

  - Рід Русалочка (Cladopodiella)
    - Русалочка плавуча (Cladopodiella fluitans)

  - Рід Новелія (Nowellia)
    - Новелія зігнутолиста (Nowellia curvifolia)

  - Рід Щілинозубка (Odontoschisma)
    - Щілинозубка оголена (Odontoschisma denudatum)
- Родина Дрібноткові (Cephaloziellaceae)
  - Рід Дрібнотка (Cephaloziella)
    - Дрібнотка ніжненька (Cephaloziella elachista)
    - Дрібнотка Гампе (Cephaloziella hampeana)
    - Cephaloziella integerrima
    - Дрібнотка червонувата (Cephaloziella rubella)
    - Дрібнотка колючкова (Cephaloziella spinigera)
- Родина Гребінницеві (Lophocoleaceae)
  - Рід Чашкокрай (Chiloscyphus)
    - Чашкокрай блідий (Chiloscyphus pallescens)
    - Чашкокрай багатоквітковий (Chiloscyphus polyanthos)

  - Рід Гребінниця (Lophocolea)
    - Гребінниця двозуба (Lophocolea bidentata)
    - Гребінниця різнолиста (Lophocolea heterophylla)
    - Гребінниця менша (Lophocolea minor)
- Родина Землекелихові (Geocalycaceae)
  - Рід Землекелих (Geocalyx)
    - Землекелих пахучий (Geocalyx graveolens)
- Родина Harpanthaceae
  - Рід Harpantus
    - Harpanthus flotovianus
    - Harpanthus scutatus
- Родина Юнгерманієві (Jungermanniaceae)
  - Рід Джеймсоніела (Jamesoniella)
    - Джеймсоніела осіння, осінниця звичайна (Jamesoniella autumnalis)

  - Рід Юнгерманія (Jungermannia)
    - Юнгерманія темно-зелена (Jungermannia atrovirens)
    - Юнгерманія дерниста (Jungermannia caespiticia)

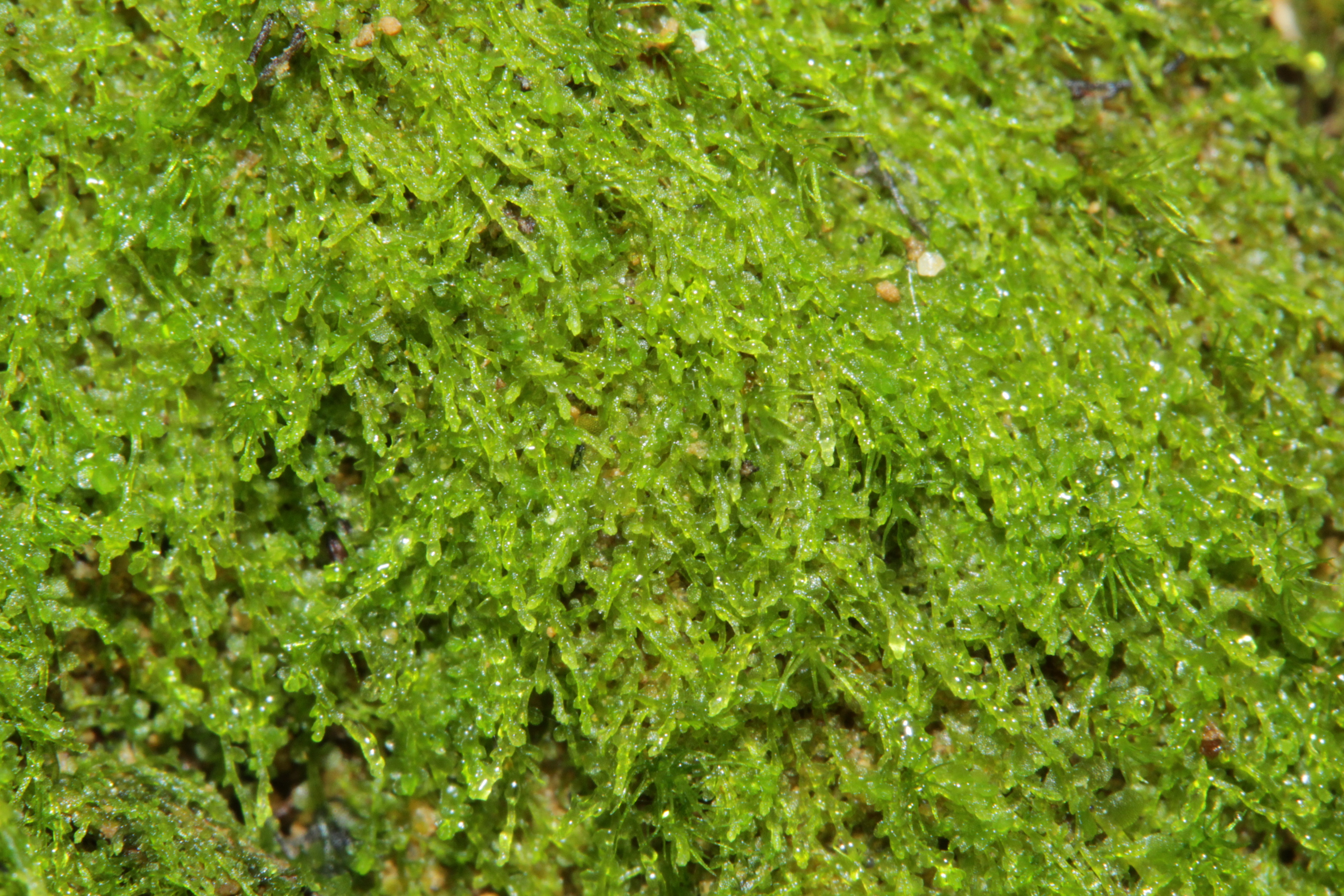
Юнгерманія стрункіша (Jungermannia gracillima)

    - Юнгерманія густюща (Jungermannia confertissima)Юнгерманія стрункіша (Jungermannia gracillima)
    - Юнгерманія стрункіша (Jungermannia gracillima)
    - Юнгерманія прозора (Jungermannia hyalina)
    - Юнгерманія гладенькоперіантієва (Jungermannia leiantha)
    - Юнгерманія округлоплода (Jungermannia sphaerocarpa)
    - Юнгерманія шилоподібна (Jungermannia subulata)

  - Рід Гострячка (Lophozia)
    - Гострячка висхідна (Lophozia ascendens)
    - Гострячка баденська (Lophozia badensis)
    - Гострячка бантрійська (Lophozia bantriensis)
    - Гострячка двозарубчаста (Lophozia bicrenata)
    - Гострячка вирізна (Lophozia excisa)
    - Гострячка різноборіздкова (Lophozia heterocolpos)
    - Гострячка надрізана (Lophozia incisa)
    - Lophozia laxa
    - Гострячка довгозубчаста (Lophozia longidens)
    - Гострячка довгоквіткова (Lophozia longiflora)
    - Lophozia obtusa
    - Lophozia opacifolia
    - Lophozia perssonii
    - Lophozia rutheana
    - Гострячка судетська (Lophozia sudetica)
    - Гострячка роздута (Lophozia ventricosa)

  - Рід Мілія (Mylia)
    - Мілія неправильна (Mylia anomala)

  - Рід Нардія (Nardia)
    - Нардія землекелихова, нардія мішкова (Nardia geoscyphus)
    - Nardia insecta

  - Рід Трилопатія (Tritomaria)
    - Трилопатія вирізаноформна (Tritomaria exsectiformis)
    - Трилопатія п'ятизубчаста (Tritomaria quinquedentata)
- Родина Голошапкові (Gymnomitriaceae)
- Родина Косогубкові (Plagiochilaceae)
  - Рід Косогубка (Plagiochila)
    - Косогубка аспленієподібна (Plagiochila asplenioides)
    - Косогубка порелоподібна (Plagiochila porelloides)
- Родина Лопатинкові (Scapaniaceae)
  - Рід Лопатинка (Scapania)
    - Лопатинка загострена (Scapania apiculata)
    - Лопатинка вапнякова (Scapania calcicola)
    - Лопатинка коротка (Scapania curta)
    - Scapania gymnostomophila
    - Лопатинка заливна (Scapania irrigua)
    - Scapania lingulata
    - Лопатинка короткозагострена (Scapania mucronata)
    - Лопатинка гайова (Scapania nemorea)
    - Лопатинка болотна (Scapania paludicola)
    - Лопатинка тіниста (Scapania umbrosa)
    - Лопатинка хвиляста (Scapania undulata)
- Родина Війчаткові (Trichocoleaceae)
  - Рід Війчатка (Trichocolea)
    - Війчатка короткоповстиста (Trichocolea tomentella)

## ВідділМохи(Bryophyta)

### КласСфагнопсиди(Sphagnopsida)
Порядок Сфагнові (Sphagnales)
- Родина Сфагнові (Sphagnaceae)
  - Рід Сфагнум (Sphagnum)
    - Сфагнум вузьколистий (Sphagnum angustifolium)
    - Sphagnum aongstroemii
    - Сфагнум вушковий (Sphagnum auriculatum)
    - Sphagnum austinii
    - Сфагнум балтійський (Sphagnum balticum)
    - Сфагнум гостролистий (Sphagnum capillifolium)
    - Сфагнум центральний (Sphagnum centrale)
    - Сфагнум компактний (Sphagnum compactum)
    - Сфагнум скручений (Sphagnum contortum)
    - Сфагнум загострений (Sphagnum cuspidatum)
    - Сфагнум оманливий (Sphagnum fallax)
    - Сфагнум торочкуватий (Sphagnum fimbriatum)
    - Сфагнум звивистий (Sphagnum flexuosum)
    - Сфагнум бурий (Sphagnum fuscum)
    - Сфагнум Гіргенсона (Sphagnum girgensohnii)
    - Сфагнум заплавний (Sphagnum inundatum)
    - Sphagnum jensenii
    - Sphagnum lindbergii
    - Сфагнум магеланський (Sphagnum magellanicum)
    - Сфагнум великий (Sphagnum majus)
    - Сфагнум м'якенький (Sphagnum molle)
    - Сфагнум притуплений (Sphagnum obtusum)
    - Сфагнум болотний (Sphagnum palustre)
    - Сфагнум сосочковий (Sphagnum papillosum)
    - Sphagnum pulchrum
    - Сфагнум плосколистий (Sphagnum platyphyllum)
    - Сфагнум п'ятирядний (Sphagnum quinquefarium)
    - Сфагнум береговий (Sphagnum riparium)
    - Сфагнум рожевий (Sphagnum rubellum)
    - Сфагнум Русова (Sphagnum russowii)
    - Сфагнум відстовбурчений (Sphagnum squarrosum)
    - Sphagnum subfulvum
    - Сфагнум майжеблискучий (Sphagnum subnitens)
    - Сфагнум майжеоднобокий (Sphagnum subsecundum)
    - Сфагнум ніжненький (Sphagnum tenellum)
    - Сфагнум валькуватий (Sphagnum teres)
    - Сфагнум Варнсторфа (Sphagnum warnstorfii)
    - Сфагнум Вульфа (Sphagnum wulfianum)

### КласАндрєеопсиди(Andreaeopsida)
Порядок Андрєеальні (Andreaeales)
- Родина Андрєеві (Andreaeaceae)
  - Рід Андрєея (Andreaea)
    - Андрєея скельна (Andreaea rupestris)

### КласПолітрихопсиди(Polytrichopsida)
Порядок Рунянкальні (Polytrichales)
- Родина Рунянкові (Polytrichaceae)
  - Рід Безволосник (Atrichum)
    - Безволосник звужений (Atrichum angustatum)
    - Безволосник ніжненький (Atrichum tenellum)
    - Безволосник хвилястий (Atrichum undulatum)

  - Рід Бородай (Pogonatum)
    - Бородай алоеподібний (Pogonatum aloides)
    - Pogonatum dentatum
    - Бородай карликовий (Pogonatum nanum)
    - Бородай урноносний (Pogonatum urnigerum)

  - Рід Зозулин льон (Polytrichum)
    - Зозулин льон звичайний (Polytrichum commune)
    - Зозулин льон ялівцевий (Polytrichum juniperinum)
    - Зозулин льон волосконосний (Polytrichum piliferum)
    - Зозулин льон стиснутий (Polytrichum strictum)

  - Рід Рунозірка (Polytrichastrum)
    - Рунозірка гарна (Polytrichastrum formosum)
    - Рунозірка довгоніжковиа (Polytrichastrum longisetum)
    - Рунозірка блідоніжкова (Polytrichastrum pallidisetum)

### КласТетрафідопсиди(Tetraphidopsida)
Порядок Тетрафісальні (Tetraphidales)
- Родина Тетрафісові (Tetraphidaceae)
  - Рід Чотирикінчик (Tetraphis)
    - Чотирикінчик прозорий (Tetraphis pellucida)

### КласЛистостеблові(Bryopsida)
Порядок Буксбауміальні (Buxbaumiales)
- Родина Буксбаумієві (Buxbaumiaceae)
  - Рід Буксбаумія (Buxbaumia)
    - Буксбаумія безлиста (Buxbaumia aphylla)
    - Буксбаумія зелена (Buxbaumia viridis)

Порядок Пухирчикальні (Diphysciales)
- Родина Пухирчикові (Diphysciaceae)
  - Рід Пухирчик (Diphyscium)
    - Пухирчик облиснений (Diphyscium foliosum)

Порядок Тіміальні (Timmiales)
- Родина Тімієві (Timmiaceae)
  - Рід Тімія (Timmia)
    - Тімія баварська (Timmia bavarica)
    - Тімія мегаполітанська (Timmia megapolitana)

Порядок Ковпачкальні (Encalyptales)
- Родина Ковпачкові (Encalyptaceae)
  - Рід Ковпачка (Encalypta)
    - Ковпачка війчаста (Encalypta ciliata)
    - Ковпачка тупокінцева (Encalypta mutica)
    - Ковпачка смугастоплода (Encalypta rhaptocarpa)
    - Ковпачка скрученоплода (Encalypta streptocarpa)
    - Ковпачка звичайна (Encalypta vulgaris)

Порядок Потіальні (Pottiales)
- Родина Потієві (Pottiaceae)
  - Рід Столітник (Aloina)
    - Столітник жорсткий (Aloina rigida)

  - Рід Бородкія (Barbula)
    - Бородкія згорнена (Barbula convoluta)
    - Бородкія нігтикоподібна (Barbula unguiculata)

  - Рід Червонолистик (Bryoerythrophyllum)
    - Червонолистик косодзьобий (Bryoerythrophyllum recurvirostrum)

  - Рід Генедієля (Hennediella)
    - Генедієля Гейма (Hennediella heimii)

  - Рід Степовичок (Phascum)
    - Степовичок загострений (Pháscum cuspidatum )

  - Рід Крученозубка (Tortula)
    - Крученозубка ланцетна (Tortula lanceolata)
    - Крученозубка помірна (Tortula módica)
    - Крученозубка відсічена (Tortula truncata)
    - Крученозубка язичкова (Tortula lingulata)
    - Крученозубка мурова (Tortula muralis)
    - Tortula norvegica
    - Tortula ruraliformis
    - Tortula ruralis
    - Крученозубка Шімпера (Tortula schimperi)
    - Крученозубка шилоподібна (Tortula subulata)
    - Tortula virescens

  - Рід Дрібномох (Microbryum)
    - Дрібномох кривошийковий (Microbryum curvicollum)
    - Дрібномох Даваля (Microbryum davallianum)

  - Рід Протобріум (Protobryum)
    - Протобріум мохоподібний (Protobryum bryoides)

  - Рід Нібиторочник (Pseudocrossidium)
    - Нібиторочник Горншуха (Pseudocrossidium hornschuchianum)
    - Нібиторочник відгорнутий (Pseudocrossidium revolutum)

  - Рід Крученозубка (Tortula)
    - Крученозубка Ранда (Tortula randii)

  - Рід Парозубчик (Didymodon)
    - Парозубчик оманливий (Didymodon fallax)
    - Парозубчик іржавий (Didymodon ferrugineus)
    - Парозубчик острівний (Didymodon insulanus)
    - Парозубчик жорсткуватий (Didymodon rigidulus)
    - Парозубчик туфовий (Didymodon tophaceus)
    - Парозубчик виноградниковий (Didymodon vinealis)

  - Рід Одноденник (Ephemerum)
    - Одноденник пилчастий (Ephemerum serratum)

  - Рід Гілочник (Eucladium)
    - Гілочник кільчастий (Eucladium verticillatum)

  - Рід Голорот (Gymnostomum)
    - Голорот синьозелений (Gymnostomum aeruginosum)
    - Голорот вапняковий (Gymnostomum calcareum)

  - Рід Кільцівка (Gyroweisia)
    - Кільцівка тонка (Gyroweisia tenuis)

  - Рід Косодзьобик (Hymenostylium)
    - Косодзьобик зігнутоносий (Hymenostylium recurvirostrum)

  - Рід Гостродах (Oxystegus)
    - Гостродах тонконосиковий (Oxystegus tenuirostris)

  - Рід Аридниця (Syntrichia)
    - Аридниця сивожилкова (Syntrichia caninervis)
    - Аридниця гірська (Syntrichia montana)

  - Рід Закрученка (Tortella)
    - Закрученка ламка (Tortella fragilis)
    - Закрученка нахилена (Tortella inclinata)
    - Закрученка скручена (Tortella tortuosa)

  - Рід Волосоустка (Trichostomum)
    - Волосоустка короткозуба (Trichostomum brachydontium)
    - Волосоустка кучерява (Trichostomum crispulum)

  - Рід Вайсія (Weissia)
    - Вайсія короткоплода (Weissia brachycarpa)
    - Вайсія спірна (Weissia controversa)
    - Weissia squarrosa

Порядок Парасольчикальні (Splachnales)
- Родина Парасольчикові (Splachnaceae)
  - Рід Парасольчик (Splachnum)
    - Парасольчик ампулоподібний (Splachnum ampullaceum)
    - Splachnum rubrum
    - Парасольчик сферичний (Splachnum sphaericum)
    - Splachnum vasculosum

  - Рід Тейлорія (Tayloria)
    - Тейлорія тонка (Tayloria tenuis)

  - Рід Чвертник (Tetraplodon)
    - Чвертник зіркомоховий (Tetraplodon mnioides)
- Родина Меезієві (Meesiaceae)
  - Рід Тупозуб (Amblyodon)
    - Тупозуб білуватий (Amblyodon dealbatus)

  - Рід Тонколистник (Leptobryum)
    - Тонколистник грушоподібний (Leptobryum pyriforme)

  - Рід Меезія (Meesia)
    - Меезія довгоніжкова (Meesia longiseta)
    - Меезія тригранна (Meesia triquetra)
    - Меезія багнова (Meesia uliginosa)

  - Рід Paludella
    - Paludella squarrosa

Порядок Прямоволосникальні (Orthotrichales)
- Родина Прямоволосникові (Orthotrichaceae)
  - Рід Прямоволосник (Orthotrichum)
    - Прямоволосник споріднений (Orthotrichum affine)
    - Прямоволосник неправильний (Orthotrichum anomalum)
    - Прямоволосник плісконосний (Orthotrichum cupulatum)
    - Прямоволосник прозорий (Orthotrichum diaphanum)
    - Прямоволосник голоустий (Orthotrichum gymnostomum)
    - Прямоволосник Ляєля (Orthotrichum lyellii)
    - Прямоволосник туполистий (Orthotrichum obtusifolium)
    - Прямоволосник блідий (Orthotrichum pallens)
    - Прямоволосник відхилений (Orthotrichum patens)
    - Прямоволосник карликовий (Orthotrichum pumilum)
    - Orthotrichum pylaisii
    - Orthotrichum rogeri
    - Прямоволосник скельний (Orthotrichum rupestre)
    - Прямоволосник Шімпера (Orthotrichum schimperi)
    - Прямоволосник прекрасний (Orthotrichum speciosum)
    - Прямоволосник солом'яножовтий (Orthotrichum stramineum)

  - Рід Кучерявка (Ulota)
    - Кучерявка Бруха (Ulota bruchii)
    - Кучерявка стиснута (Ulota coarctata)
    - Кучерявка звичайна (Ulota crispa)
    - Ulota curvifolia
    - Кучерявка Друмонда (Ulota drummondii)
    - Кучерявка американська (Ulota hutchinsiae)

  - Рід Парнозуб (Zygodon)
    - Zygodon stirtonii
    - Парнозуб найзеленіший (Zygodon viridissimus)

Порядок Скрученіжкальні (Funariales)
- Родина Скрученіжкові (Funariaceae)
  - Рід Чарочниця (Physcomitrella)
    - Чарочниця відхилена (Physcomitrella patens)
- Родина Disceliaceae
  - Рід Discelium
    - Discelium nudum

  - Рід Скрученіжка (Funaria)
    - Скрученіжка вологомірна (Funaria hygrometrica)

  - Рід Чарочник (Physcomitrium)
    - Чарочник широкоустий (Physcomitrium eurystomum)
    - Чарочник грушоподібний (Physcomitrium pyriforme)

Порядок Гріміальні (Grimmiales)
- Родина Грімієві (Funariaceae)
  - Рід Грімія (Grimmia)
    - Грімія довговолоса (Grimmia crinita)
    - Грімія Гартмана (Grimmia hartmanii)
    - Грімія згладжена (Grimmia laevigata)
    - Грімія Мюленбека (Grimmia muehlenbeckii)
    - Грімія овальна (Grimmia ovalis)
    - Грімія подушкова (Grimmia pulvinata)
    - Грімія волосколиста (Grimmia trichophylla)

  - Рід Скельник (Racomitrium)
    - Скельник голчастий (Racomitrium aciculare)
    - Скельник сивіючий (Racomitrium canescens)
    - Скельник видовжений (Racomitrium elongatum)
    - Скельник вересоподібний (Racomitrium ericoides)
    - Скельник різнорідний (Racomitrium heterostichum)
    - Скельник шерстистий (Racomitrium lanuginosum)
    - Скельник дрібноплодий (Racomitrium microcarpon)
    - Скельник судетський (Racomitrium sudeticum)

  - Рід Розтріщеник (Schistidium)
    - Розтріщеник Агасіза (Schistidium agassizii)
    - Розтріщеник зануренокоробочковий (Schistidium apocarpum)
    - Розтріщеник скупчений (Schistidium confertum)
    - Schistidium confusum
    - Розтріщеник товстоволосковий (Schistidium crassipilum)
    - Розтріщеник вишуканий (Schistidium elengatulum)
    - Schistidium maritimum
    - Розтріщеник бородавковий (Schistidium papillosum)
    - Розтріщеник струмковий (Schistidium rivulare)
    - Розтріщеник притуплений (Schistidium submuticum)
    - Розтріщеник волоскозубий (Schistidium trichodon)
- Родина Селігерієві (Seligeriaceae)
  - Рід Селігерія (Seligeria)
    - Селігерія вапнякова (Seligeria calcarea)
    - Селігерія зігнутоніжкова (Seligeria campylopoda)
    - Селігерія Донна (Seligeria donniana)
    - Seligeria patula
    - Селігерія маленька (Seligeria pusilla)
    - Селігерія відігнута (Seligeria recurvata)

Порядок Парасольчикальні (Splachnales)
- Родина Парасольчикові (Splachnaceae)
  - Aplodon
    - Aplodon wormskioldii

Порядок Коренегоніальні (Rhizogoniales)
- Родина Псевдоніжкові (Aulacomniaceae)
  - Рід Псевдоніжкій (Aulacomnium)
    - Псевдоніжкій чоловічожіночий або андрогінний (Aulacomnium androgynum)
    - Псевдоніжкій болотяний (Aulacomnium palustre)

Порядок Головмохальні (Bryales)
- Родина Бартрамієві (Bartramiaceae)
  - Рід Бартрамія (Bartramia)
    - Бартрамія прямолиста (Bartramia ithyphylla)
    - Бартрамія яблукоподібна (Bartramia pomiformis)

  - Рід Мочарник (Philonotis)
    - Мочарник дернистий (Philonotis caespitosa)
    - Мочарник вапняковий (Philonotis calcarea)
    - Мочарник джерельний (Philonotis fontana)

  - Рід Косоніг (Plagiopus)
    - Косоніг Едера (Plagiopus oederianus)
- Родина Головмохові або брієві (Bryaceae)
  - Рід Головмох (Bryum)
    - Головмох альговіцький (Bryum algovicum)
    - Bryum arcticum
    - Bryum archangelicum
    - Головмох сріблястий (Bryum argenteum)
    - Головмох гнідий (Bryum badium)
    - Bryum blindii
    - Головмох дернистий (Bryum caespiticium)
    - Bryum calophyllum
    - Головмох волосконосний (Bryum capillare)
    - Головмох вилчастий (Bryum dichotomum)
    - Головмох витончений (Bryum elegans)
    - Головмох Функа (Bryum funckii)
    - Головмох брунькотвірний (Bryum gemmiparum)
    - Головмох проміжний (Bryum intermedium)
    - Головмох Клінгрефа (Bryum klinggraeffii)
    - Головмох Нолтона (Bryum knowltonii)
    - Bryum mamillatum
    - Bryum marratii
    - Головмох моравський (Bryum morávicum)
    - Bryum neodamense
    - Bryum pallens
    - Головмох блідуватий (Bryum pallescens)
    - Головмох несправжньотригранний (Bryum pseudotriquetrum)
    - Bryum radiculosum
    - Головмох червонуватий (Bryum rúbens)
    - Bryum salinum
    - Головмох майжегострокінцевий (Bryum subapiculatum)
    - Bryum subelegans 
    - Головмох дзигоподібний (Bryum turbinatum)
    - Головмох багновий (Bryum uliginósum)
    - Bryum warneum
    - Головмох Вейгеля (Bryum weigelii)

  - Рід Решітняк (Cinclidium)
    - Решітняк брудноводяний (Cinclidium stygium)

  - Рід Косостеблик (Plagiomnium)
    - Косостеблик споріднений (Plagiomnium affine)
    - Косостеблик загострений (Plagiomnium cuspidatum)
    - Косостеблик високий (Plagiomnium elatum)
    - Косостеблик еліптичний (Plagiomnium ellipticum)
    - Косостеблик середній (Plagiomnium medium)
    - Косостеблик дзьобатий (Plagiomnium rostratum)
    - Косостеблик хвилястий (Plagiomnium undulatum)

  - Рід Зірколист (Pseudobryum)
    - Зірколист решетоподібний (Pseudobryum cinclidioides)

  - Рід Круглолист (Rhizomnium)
    - Круглолист великолистий (Rhizomnium magnifolium)
    - Круглолист нібикрапчастий (Rhizomnium pseudopunctatum)
    - Круглолист крапчастий (Rhizomnium punctatum)

  - Рід Розеточник (Rhodobryum)
    - Розеточник онтарійський (Rhodobryum ontariense)
    - Розеточник рожевий (Rhodobryum roseum)
- Родина Catoscopiaceae
  - Рід Catoscopium
    - Catoscopium nigritum
- Родина Зіркомохові (Mniaceae)
  - Рід Зіркомох (Mnium)
    - Зіркомох цьогорічний (Mnium hornum)
    - Зіркомох облямований (Mnium marginatum)
    - Зіркомох зірчастий (Mnium stellare)

  - Рід Полія (Pohlia)
    - Полія андалузька (Pohlia andalusica)
    - Полія однорічна (Pohlia annotina)
    - Полія бульбочконосна (Pohlia bulbifera)
    - Полія зігнута (Pohlia camptotrachela)
    - Полія сиза (Pohlia cruda)
    - Полія видовжена (Pohlia elongata)
    - Полія Лекера (Pohlia lescuriana)
    - Полія чорнувата (Pohlia melanodon)
    - Полія поникла (Pohlia nutans)
    - Полія нащадконосна (Pohlia proligera)
    - Полія Валенберга (Pohlia wahlenbergii)

Порядок Дикранальні (Dicranales)
- Родина Спинокрилові (Fissidentaceae)
  - Рід Спинокрил (Fissidens)
    - Спинокрил адіантоподібний (Fissidens adianthoides)
    - Спинокрил Арнольда (Fissidens arnoldii)
    - Спинокрил брієподібний (Fissidens bryoides)
    - Спинокрил сумнівний (Fissidens dubius)
    - Спинокрил тонкий (Fissidens exilis)
    - Fissidens gracilifolius
    - Спинокрил джерельний (Fissidens fontanus)
    - Спинокрил осмундоподібний (Fissidens osmundoides)
    - Спинокрил маленький (Fissidens pusillus)
    - Спинокрил тисолистний (Fissidens taxifolius)
- Родина Біломохові (Leucobryaceae)
  - Рід Кривоніжка (Campylopus)
    - Кривоніжка ламка (Campylopus fragilis)
    - Кривоніжка загнута (Campylopus introflexus)
    - Кривоніжка грушоподібна (Campylopus pyriformis)

  - Рід Біломох (Leucobryum)
    - Біломох сизий (Leucobryum glaucum)
- Родина Дитрихові (Ditrichaceae)
  - Рід Всюдник (Ceratodon)
    - Ceratodon conicus
    - Всюдник пурпуровий (Ceratodon purpureus)

  - Рід Дворядовик (Distichium)
    - Дворядовик волоскоподібний (Distichium capillaceum)
    - Дворядовик нахилений (Distichium inclinatum)

  - Рід Двоволосник (Ditrichum)
    - Двоволосник звивистий (Ditrichum flexicaule)
    - Ditrichum lineare
    - Двоволосник блідий (Ditrichum pallidum)
    - Двоволосник маленький (Ditrichum pusillum)

  - Рід Однобічник (Pleuridium)
    - Однобічник шилоподібний (Pleuridium subulatum)

  - Рід Нібиодноденник (Pseudephemerum)
    - Нібиодноденник блискучий (Pseudephemerum nitidum)

  - Рід Селанія (Saelania)
    - Селанія сизувата (Saelania glaucescens)

  - Рід Волосозубець (Tríchodon)
    - Волосозубець циліндричний (Tríchodon cylindricus)
- Родина Брухієві (Bruchiaceae)
  - Рід Довгоший (Trematodon)
    - Довгоший сумнівний (Trematodon ambiguus)
- Родина Шовницеві (Rhabdoweisiaceae)
  - Рід Собакозуб (Cynodontium)
    - Собакозуб Брунтона (Cynodontium bruntonii)
    - Собакозуб багатоплодий (Cynodontium polycarpon)
    - Собакозуб жовноносний (Cynodontium strumiferum)

  - Рід Роздільнозуб (Dichodontium)
    - Роздільнозуб прозорий (Dichodontium pellucidum)

  - Рід Сухокучерявка (Dicranoweisia)
    - Сухокучерявка вусата (Dicranoweisia cirrata)

  - Рід Кієрія (Kiaeria)
    - Кієрія Бліта (Kiaeria blyttii)

  - Рід Гачконосець (Oncophorus)
    - Гачконосець Валенберга (Oncophorus wahlenbergii)
- Родина Самосвітньомохові (Schistostegaceae)
  - Рід Самосвітній мох (Schistostega)
    - Самосвітній мох перистий (Schistostega pennata)

- Родина Дикранові, двоголівникові (Dicranaceae)
  - Рід Двоголівочка (Dicranella)
    - Двоголівочка зобувата (Dicranella cerviculata)
    - Двоголівочка кучерява (Dicranella crispa)
    - Двоголівочка різнонаправлена (Dicranella heteromalla)
    - Dicranella humilis
    - Двоголівочка рудувата (Dicranella rufescens)
    - Двоголівочка Шребера (Dicranella schreberiana)
    - Двоголівочка шилоподібна (Dicranella subulata)
    - Двоголівочка мінлива (Dicranella varia)

  - Рід Дикран (Dicranum)
    - Дикран Бонжана (Dicranum bonjeanii)
    - Dicranum brevifolium
    - Dicranum drummondii
    - Дикран плетивний (Dicranum flagellare)
    - Дикран зігнутостеблий (Dicranum flexicaule)
    - Дикран рудуватий (Dicranum fuscescens)
    - Dicranum leioneuron
    - Дикран великий (Dicranum majus)
    - Дикран гірський (Dicranum montanum)
    - Дикран багатоніжковий (Dicranum polysetum)
    - Дикран мітлоподібний (Dicranum scoparium)
    - Дикран несправжній (Dicranum spurium)
    - Дикран хвилястий (Dicranum undulatum)
    - Дикран зелений (Dicranum viride)

  - Рід Нібибіломох (Paraleucobryum)
    - Нібибіломох довголистий (Paraleucobryum longifolium)

Порядок Гедвігіальні (Hedwigiales)
- Родина Гедвігієві (Hedwigiaceae)
  - Рід Гедвігія (Hedwigia)
    - Гедвігія війчаста (Hedwigia ciliata)
    - Hedwigia stellata

Порядок Сонмохальні (Hypnales)
- Родина Тупокришникові (Amblystegiaceae)
  - Рід Тупокришник (Amblystegium)
    - Тупокришник конфервоподібний (Amblystegium confervoides)
    - Тупокришник кореневий (Amblystegium radicale)
    - Тупокришник повзучий (Amblystegium serpens)
    - Тупокришник тонкий (Amblystegium subtile)

  - Рід Вологолюб (Hygroamblystegium)
    - Вологолюб річковий (Hygroamblystegium fluviatile)
    - Вологолюб приземкуватий (Hygroamblystegium humile)
    - Вологолюб чіпкий (Hygroamblystegium tenax)
    - Вологолюб різноманітний (Hygroamblystegium varium)

  - Рід Прибережник (Leptodictyum)
    - Прибережник береговий (Leptodictyum riparium)

  - Рід Болотничка (Palustriella)
    - Болотничка змінена (Palustriella commutata)
    - Болотничка непомітна (Palustriella decipiens)
    - Болотничка серпова (Palustriella falcata)

  - Рід Золотомох (Campyliadelphus)
    - Золотомох золотистолистий (Campyliadelphus chrysophyllus)
    - Золотомох болотяний (Campyliadelphus elodes)

  - Рід Серпник (Drepanocladus)
    - Серпник багатошлюбний (Drepanocladus polygamus)

  - Рід Конардія (Conardia)
    - Конардія щільна (Conardia compacta)

  - Рід Джерельник (Cratoneuron)
    - Джерельник зігнутостебловий (Cratoneuron curvicaule)
    - Джерельник папоротевий (Cratoneuron filicinum)

  - Рід Серпник (Drepanocladus)
    - Серпник гачкуватозігнутий (Drepanocladus aduncus)
    - Серпник плавуноподібний (Drepanocladus lycopodioides)
    - Серпник Зендтнера (Drepanocladus sendtneri)
    - Drepanocladus sordidus

  - Рід Скорпіоновець (Scorpidium)
    - Скорпіоновець Коссона (Scorpidium cossonii)
    - Скорпіоновець відгорнений (Scorpidium revolvens)
    - Скорпіоновець скорпіоноподібний (Scorpidium scorpioides)

  - Рід Потічник (Hygrohypnum)
    - Потічник брудножовтий (Hygrohypnum luridum)

  - Loeskypnum
    - Loeskypnum badium)

  - Рід Саніонія (Sanionia)
    - Саніонія гачкувата (Sanionia uncinata)

- Родина Оманозубцеві (Anomodontaceae)
  - Рід Оманозубець (Anomodon)
    - Оманозубець потоншений (Anomodon attenuatus)
    - Оманозубець довголистий (Anomodon longifolius)
    - Оманозубець Ругеля (Anomodon rugelii)
    - Оманозубець вусатий (Anomodon viticulosus)
- Родина Білозубцеві (Leucodontaceae)
  - Рід Трижилка (Antitrichia)
    - Трижилка короткозвисла (Antitrichia curtipendula)

  - Рід Білозубець (Leucodon)
    - Білозубець білячий (Leucodon sciuroides)

  - Рід Птерогоніум (Pterogonium)
    - Птерогоніум стрункий (Pterogonium grácile
- Родина Короткокошикові (Brachytheciaceae)
  - Рід Короткокошик (Brachythecium)
    - Короткокошик білуватий (Brachythecium albicans)
    - Короткокошик польовий (Brachythecium campestre)
    - Brachythecium erythrorrhizon
    - Короткокошик галечниковий (Brachythecium glareosum)
    - Короткокошик Мільде (Brachythecium mildeanum)
    - Короткокошик струмковий (Brachythecium rivulare)
    - Короткокошик кочерговий (Brachythecium rutabulum)
    - Короткокошик шорсткий (Brachythecium salebrosum)
    - Brachythecium turgidum

  - Рід Білкохвіст (Sciurohypnum)
    - Білкохвіст Едипа (Sciurohypnum oedipodium)
    - Білкохвіст перистий (Sciurohypnum plumosum)
    - Білкохвіст тополевий (Sciurohypnum populeum)
    - Білкохвіст відігнутий (Sciurohypnum reflexum)
    - Білкохвіст Штарке (Sciurohypnum starkei)

  - Рід Брахитеціаструм (Brachytheciastrum)
    - Короткокошик оксамитовий (Brachythecium velutinum)

  - Рід Листовус (Cirriphyllum)
    - Листовус волосконосний (Cirriphyllum piliferum)

  - Рід Гребінчик (Ctenidium)
    - Гребінчик м'який (Ctenidium molluscum)

  - Рід Жилкошипик (Eurhynchium)
    - Жилкошипик вузькосітчастий (Eurhynchium angustirete)
    - Жилкошипик складчастий (Eurhynchium striatum)

  - Рід Гостродзьобик (Oxyrrhynchium)
    - Гостродзьобик зяючий (Oxyrrhynchium hians)

  - Рід Кіндбергія (Kindbergia)
    - Кіндбергія предовга (Kindbergia praelonga)

  - Рід Шипозірник (Eurhynchiastrum)
    - Шипозірник гарненький (Eurhynchiastrum pulchellum)

  - Рід Золотолистник (Homalothecium)
    - Золотолистник жовтіючий (Homalothecium lutescens)
    - Золотолистник шовковистий (Homalothecium sericeum)

  - Рід Платигіпнідіум (Platyhypnidium)
    - Дзьобник береговий (Platyhypnidium riparioides)

  - Рід Дзьобник (Rhynchostegium)
    - Дзьобник муровий (Rhynchostegium murale)

  - Рід Tomentypnum
    - Tomentypnum nitens

- Родина Красивомохові (Calliergonaceae)
  - Рід Красивомох (Calliergon)
    - Красивомох серцелистий (Calliergon cordifolium)
    - Красивомох гігантський (Calliergon giganteum)
    - Calliergon megalophyllum
    - Красивомох Річардсона (Calliergon richardsonii)

  - Рід Соломник (Straminergon)
    - Соломник ніжножовтий (Straminergon stramineum)

  - Рід Pseudocalliergon
    - Pseudocalliergon trifarium
    - Pseudocalliergon turgescens

  - Рід Гачківник (Hamatocaulis)
    - Hamatocaulis lapponicus
    - Гачківник глянсуватий (Hamatocaulis vernicosus)

  - Рід Варнсторфія (Warnstorfia)
    - Варнсторфія безкільцева (Warnstorfia exannulatus)
    - Варнсторфія плавуча (Warnstorfia fluitans)
    - Warnstorfia trichophylla
    - Warnstorfia tundrae

- Родина Сонмохові (Hypnaceae)
  - Рід Красивогілочник (Callicladium)
    - Красивогілочник Гальдані (Callicladium haldanianum)

  - Рід Красивомошка (Calliergonella)
    - Красивомошка загострена (Calliergonella cuspidata)
    - Красивомошка Ліндберга (Calliergonella lindbergii)

  - Рід Зігнутолистник (Campylophyllum)
    - Зігнутолистник Галлера (Campylophyllum halleri)

  - Рід Поворотник (Campylidium)
    - Поворотник вапняковий (Campylidium calcareum)

  - Рід Зігнутолистник (Campylophyllum)
    - Зігнутолистник Галлера (Campylophyllum halleri)

  - Рід Зігнутник (Campylium)
    - Зігнутник витягнутий (Campylium protensum)
    - Зігнутник Сомерфельта (Campylium sommerfeltii)

  - Рід Бічнолистник (Homomallium)
    - Бічнолистник скривлений (Homomallium incurvatum)

  - Рід Сонмох (Hypnum)
    - Сонмох кипарисоподібний (Hypnum cupressiforme)
    - Сонмох плодющий (Hypnum fertile)
    - Сонмох блідуватий (Hypnum pallescens)

  - Рід Брейдлерія (Breidleria)
    - Брейдлерія лучна (Breidleria pratensis)

  - Рід Криловик (Pterigynandrum)
    - Криловик нитковий (Pterigynandrum filiforme)

  - Рід Пір'їнник (Ptilium)
    - Пір'їнник гребінчастий (Ptilium crista-castrensis)

  - Рід Пілезія (Pylaisia)
    - Пілезія багатокоробочкова (Pylaisia polyantha)

  - Рід Тисолистник (Taxiphyllum)
    - Тисолистник Вісгріла (Taxiphyllum wissgriilii)
- Родина Деревнякові (Climaciaceae)
  - Рід Деревняк (Climacium)
    - Деревняк деревоподібний (Climacium dendroides)
- Родина Водникові (Fontinalaceae)
  - Рід Двопарусниця (Dichelyma)
    - Двопарусниця волоскова (Dichelyma capillaceum)
    - Двопарусниця серпова (Dichelyma falcatum)

  - Рід Водник (Fontinalis)
    - Водник протипожежний (Fontinalis antipyretica)
    - Fontinalis dalecarlica
    - Водник гіпноподібний (Fontinalis hypnoides)
    - Fontinalis squamosa

- Родина Туйникові (Thuidiaceae)
  - Рід Яличка (Abietinella)
    - Яличка ялицева (Abietinella abietina)

  - Рід Болотник (Helodium)
    - Болотник Бландова (Helodium blandowii)

  - Рід Сокирничок (Pelekium)
    - Сокирничок маленький (Pelekium minutulum)

  - Рід Жовтокірник (Pseudoscleropodium)
    - Жовтокірник чистий (Pseudoscleropodium purum)

  - Рід Туйник (Thuidium)
    - Туйник волосколистий (Thuidium assimile)
    - Туйник ніжненький (Thuidium delicatulum)
    - Туйник визнаний (Thuidium recognitum)
    - Туйник тамарисковий (Thuidium tamariscinum)

- Родина Косолистникові (Plagiotheciaceae)
  - Рід Герцогієла (Herzogiella)
    - Герцогієла Селігера (Herzogiella seligeri)
    - Герцогієла слабкоскладчаста (Herzogiella striatella)
    - Herzogiella turfacea

  - Рід Рівнокрильник (Isopterygiopsis)
    - Рівнокрильник гарненький (Isopterygiopsis pulchella)

  - Рід Мишохвістка (Myurella)
    - Мишохвістка сережчаста (Myurella julacea)

  - Рід Косолистник (Plagiothecium)
    - Косолистник увігнутолистий (Plagiothecium cavifolium)
    - Косолистник криволистий (Plagiothecium curvifolium)
    - Косолистник дрібнозубчастий (Plagiothecium denticulatum)
    - Косолистник яскравий (Plagiothecium laetum)
    - Косолистник потайний (Plagiothecium latebricola)
    - Косолистник гайовий (Plagiothecium nemorale)
    - Косолистник соковитий (Plagiothecium succulentum)
    - Косолистник хвилястий (Plagiothecium undulatum)

  - Рід Широкосіточниця (Platydictya)
    - Широкосіточниця юнгерманієподібна (Platydictya jungermannioides)

  - Рід Нібитисолистник (Pseudotaxiphyllum)
    - Нібитисолистник елегантний (Pseudotaxiphyllum elegans)

- Родина Пілезіадельфові (Pylaisiadelphaceae)
  - Рід Пучкогілочник (Platygyrium)
    - Пучкогілочник повзучий (Platygyrium repens)

- Родина Некерові (Neckeraceae)
  - Рід Плосколистка (Homalia)
    - Плосколистка блискуча (Homalia trichomanoides)

  - Рід Некера (Neckera)
    - Некера сплощена (Neckera complanata)
    - Некера кучерява (Neckera crispa)
    - Некера периста (Neckera pennata)

  - Рід Кущомох (Thamnobryum)
    - Кущомох лисохвостий (Thamnobryum alopecurum)
- Родина Ярусникові (Hylocomiaceae)
  - Рід Ярусник (Hylocomium)
    - Ярусник блискучий (Hylocomium splendens)

  - Рід Лісолюб (Hylocomiastrum)
    - Лісолюб тіньовий (Hylocomiastrum umbratum)

  - Рід Червоностебловик (Pleurozium)
    - Червоностебловик Шребера (Pleurozium schreberi)

  - Рід Пофалдовник (Rhytidiadelphus)
    - Пофалдовник ремінний (Rhytidiadelphus loreus)
    - Пофалдовник відстовбурчений (Rhytidiadelphus squarrosus)
    - Пофалдовник майжеперистий (Rhytidiadelphus subpinnatus)
    - Пофалдовник трикутний (Rhytidiadelphus triquetrus)
- Родина Заячолапові (Rhytidiaceae)
  - Рід Заяча лапа (Rhytidium)
    - Заяча лапа зморшкувата (Rhytidium rugosum)
- Родина Смуголисті (Lembophyllaceae)
  - Рід Рівнокоробочник (Isothecium)
    - Рівнокоробочник лисохвостоподібний (Isothecium alopecuroides)
    - Рівнокоробочник мишохвостоподібний (Isothecium myosuroides)

- Родина Лескеєві (Leskeaceae)
  - Рід Лескея (Leskea)
    - Лескея багатоплода (Leskea polycarpa)

  - Рід Нібилескея (Pseudoleskeella)
    - Нібилескея дрібноланцюжкова (Pseudoleskeella catenulata)
    - Нібилескея жилкувата (Pseudoleskeella nervosa)